# Erin Karpluk
Erin Karpluk (Jasper, 17 ottobre 1978) è un'attrice canadese.
Famosa in patria per il suo ruolo da protagonista nella serie televisiva Being Erica e per il ruolo di una conduttrice radiofonica in Life Unexpected.

## Biografia
Nata a Jasper (Alberta) il 17 ottobre del 1978 da una madre che lavorava come preside in un liceo e da un padre che lavorava nelle ferrovie. Di origini ucraine, ha studiato teatro presso l'università di Vittoria. Ha iniziato la sua carriera di attrice a Vancouver tra il 2000 e il 2005. In questo intervallo di tempo è apparsa in più di una decina di serie televisive e film per la TV prima di ottenere il ruolo di Kate in Godiva's. Nel 2007 recita nel film Termination Point accanto a Jason Priestley e Lou Diamond Phillips.
Dal 2009 al 2011 è sul set della serie TV Being Erica, per un totale di 49 episodi e per il quale ha vinto numerosi premi tra cui il premio Gemini. Sempre nel 2009 ha recitato accanto all'attore James Van Der Beek nel film per la TV Una tata magica. Ha recitato anche nella serie TV Life Unexpected prendendo parte a 8 episodi dal 2010 al 2011. Nel 2014 entra nel cast di Rookie Blue nel nono ed undicesimo episodio della V stagione e negli undici episodi della VI stagione.
Tra il 2012 e il 2013 recita nella serie canadese Saving Hope.

## Filmografia parziale

### Cinema
- Death Door - La porta dell'inferno (Ripper 2: Letter from Within), regia di Jonas Quastel e Lloyd A. Simandl (2004)
- Love and Other Dilemmas, regia di Larry Di Stefano (2006)
- Assalto a Wall Street (Assault on Wall Street), regia di Uwe Boll (2013)
- Un ragionevole dubbio (Reasonable Doubt), regia di Peter Howitt (2014)

### Televisione
- Carrie, regia di David Carson – film TV (2002)
- Dark Angel – serie TV, episodio 2x21 (2002)
- Demon Town (Glory Days) – miniserie TV, 6 puntate (2002)
- Jeremiah – serie TV, episodio 1x06 (2002)
- Taken (Steven Spielberg Presents Taken) – miniserie TV, puntata 04 (2002)
- The Dead Zone – serie TV, episodio 2x07 (2003)
- Battlestar Galactica, regia di Michael Rymer – miniserie TV (2003)
- La chiave del cuore (I Want to Marry Ryan Banks), regia di Sheldon Larry – film TV (2004)
- Rinuncia impossibile (It Must Be Love), regia di Steven Schachter – film TV (2004)
- Peccati di famiglia (Family Sins), regia di Graeme Clifford – film TV (2004)
- La leggenda di Earthsea (Earthsea), regia di Robert Lieberman – miniserie TV (2004)
- Magnitudo 10.5 (10.5), regia di John Lafia – miniserie TV (2004)
- Killer Instinct – serie TV, episodio 1x01 (2005)
- Godiva's – serie TV, 19 episodi (2005-2006)
- Men in Trees - Segnali d'amore (Men in Trees) – serie TV, episodio 1x10 (2006)
- Supernatural – serie TV, episodi 1x21-9x07 (2006; 2013)
- Bionic Woman – serie TV, episodi 1x02-1x05 (2007)
- Flash Gordon – serie TV, episodio 1x13 (2007)
- Un Natale perfetto (Snowglobe), regia di Ron Lagomarsino – film TV (2007)
- The L Word – serie TV, episodi 5x05-5x11-5x12 (2008)
- Trial by Fire, regia di John Terlesky – film TV (2008)
- Il demone dei ghiacci (Wyvern), regia di Steven R. Monroe – film TV (2009)
- Being Erica – serie TV, 49 episodi (2009-2011)
- Life Unexpected – serie TV, 8 episodi (2010-2011)
- Flashpoint – serie TV, episodio 3x07 (2011)
- Suddenly, regia di Uwe Boll – film TV (2013)
- The Listener – serie TV, episodio 4x13 (2013)
- Saving Hope – serie TV, 5 episodi (2013-2014)
- Killer Women – serie TV, episodio 1x06 (2014)
- Rookie Blue – serie TV, 11 episodi (2014-2015)
- Masters of Sex – serie TV, episodi 4x01-4x02 (2016)
- Slasher – serie TV, 10 episodi (2016; 2019)
- Case e misteri - Incastrato per omicidio (Framed for Murder: A Fixer Upper Mystery), regia di Mark Jean – film TV (2017)
- Case e misteri - Prove concrete (Concrete Evidence: A Fixer Upper Mystery), regia di Mark Jean – film TV (2017)
- Criminal Minds: Beyond Borders – serie TV, episodio 2x05 (2017)
- Case e misteri - Perizia mortale (Deadly Deed: A Fixer Upper Mystery), regia di Mark Jean – film TV (2018)
- Holly Hobbie – serie TV, 26 episodi (2018-in corso)
- La regola delle 3 mogli (Rule of 3), regia di Caroline Lebrèche – film TV (2019)
- 9-1-1 – serie TV, episodio 3x10 (2019)
- 9-1-1: Lone Star – serie TV, episodio 1x07 (2020)
- Un milione di piccole cose (A Million Little Things) – serie TV, 6 episodi (2020-2021)
- Debris – serie TV, episodi 1x11-1x12 (2021)
- Maid – miniserie TV, puntate 05-08 (2021)

## Premi
- 2009 - Premio Gemini per la migliore attrice protagonista in una serie drammatica (Being Erica)
- 2010 - Premio Leo per la migliore interpretazione femminile in una serie drammatica (Being Erica)

## Doppiatrici Italiane
Nelle versioni in italiano dei suoi lavori, Erin Karpluk è stata doppiata da:
- Domitilla D'Amico in Being Erica, Death Door - La porta dell'inferno
- Federica De Bortoli in Un ragionevole dubbio
- Cinzia Villari in Supernatural (ep. 1x21)
- Sabrina Duranti in Flashpoint
- Laura Lenghi in Life Unexpected
- Vanessa Giuliani in Rookie Blue
- Rossella Acerbo in Slasher (st. 1)
- Eleonora Reti in Slasher (st. 2)
- Roberta De Roberto ne La regola delle 3 mogli
- Renata Bertolas in Upload